# Karosa C 943
Karosa C 943 — пригородный сочленённый заднеприводный автобус особо большой вместимости, производившийся компанией Karosa в городе Високе-Мито в 1997—2001 годах. 

## Описание
Автобус Karosa C 943 является производной моделью от Karosa B 941 и имеет сходство с моделями Karosa C 934 и Karosa C 935. Кузов автобуса полусамонесущий с рамой, компоновка заднемоторная.
Привод подаётся на заднюю ось. Подвеска автобуса пневматическая. Вход в салон через три двери выдвижного типа.
В салоне автобуса кожаные сидения. Водительская перегородка отсутствует. Всего было произведено 27 экземпляров.